# Stefan Gustavsson
Stefan Gustavsson (* 29. března 1960 Lund) je švédský evangelikální teolog.
Gustavsson je generálním tajemníkem Švédské evangelické (evangelikální) aliance (Svenska Evangeliska Alliansen). V minulosti byl členem členem Švédské církve i jejího synodu.
Zabývá se zejména apologetikou.